# Зита Галиц
Зита Галиц (рођена 26. јула, 1962. у Ади, ФНР Југославија) је бивша српска и југословенска рукометашица и олимпијка. Играла је на Олимпијским играма 1988. када је репрезентација Југославије освојила четврто место. На Светском првенству 1982. освојила је бронзану медаљу, а 1986. шесто место. Играла је за рукометни клуб из Аде и дуго година за француски Мец.